# Urtigão
Urtigão (Hard Haid Moe nos Estados Unidos) é um personagem de banda desenhada dos estúdios de Walt Disney. Foi criado por Dick Kinney e Al Hubbard.
Urtigão é um hillbilly bastante temperamental, que mora no Brejo das Urtigas, sul de Patópolis, com seu dorminhoco cachorro e fiel companheiro Cão, e ainda, com sua governanta Firmina (criação brasileira). Sua primeira aparição em bandas desenhadas ocorreu em uma revista do Pato Donald, na história It's Music? (outubro de 1964), publicada no Brasil na revista "Mickey" 166 em 1966, com o título Aqui Está O "Nhum-Nhum-Nhum". Apesar de ter sido criado nos Estados Unidos, Urtigão é um dos personagens criados para o mercado externo, a estréia do personagem foi publicada pela primeira vez na revista italiana Topolino #462.
Urtigão é um dos raros humanos criados nos quadrinhos Disney, ao lado do Vespa Vermelha, porém, é possível ler histórias com a presença de personagens humanos oriundos dos desenhos animados, como Madame Min e Havita.
Urtigão foi criado inicialmente com os cabelos ruivos, inclusive, sua barba, porém, quando publicados no Brasil e na Itália, passou a ter cabelos brancos. Na década de 1960 e 1970, fez aparições em várias histórias de Peninha, seu antagonista.
Amy Lou (Berlamina no Brasil) é o nome da sobrinha da sobrinha que apareceu na história "Um Noivo Para Belarmina" por Dick Kinney e Al Hubbard. Nesta história ela quer encontrar um marido, e Donald e Peninha tornam-se involuntariamente seus pretendentes.

## No Brasil
A primeira história desenhada do Urtigão desenhada por um artista brasileiro foi O Mistério da Montanha, por Carlos Edgard Herrero, publicada na revista Tio Patinhas #85, em Março de 1972, a história foi lançada para o mercado externo, logo em seguida, Herrero desenhou Feras Em Férias no ano seguinte, começaram a produzir histórias para o mercado brasileiro, a primeira história foi "Flores Para Uma Bruxa" escrita por Carlos Alberto Paes de Oliveira, publicada em Zé Carioca #1109.
Após a ida da Turma da Mônica para a Editora Globo em 1987, Urtigão se tornou uma opção para substituir a revista de Chico Bento e ganhou sua própria revista, publicada até 1994e, ganhou outra revista de 2006 e 2007. Os autores brasileiros aproximaram o personagem americano aos costumes brasileiros em sua revista. Em 1991, na história "Samba De Um Tiro Só", Urtigão integra uma típica escola de samba no Brejo das Urtigas.
Em 1992, publicam a mini-série "Urtigão em Rio", com o montanhês interagindo com Zé Carioca e seus amigos, no ano seguinte foi a vez da "Urtigão na Amazônia", onde Urtigão, Firmina e Cão viajam para região amazônica com a redação do jornal A Patada (Tio Patinhas, Pato Donald e Peninha), logo em seguida é a vez de "Zé do Brejo", com o papagaio passando um tempo no Brejo das Urtigas.

## Na Itália
Além do Brasil, o personagem é muito popular na Itália, onde foram publicadas diversas histórias, entre as do estúdio Disney e da Editora Abril. Em 1977, é publicada a primeira história produzida na Itália: Caça À Cerca, desenhada por Franco Lostaffa, após isso, apenas algumas aparições esporádicas até 1994.
Em 2006, retomaram as histórias locais com o personagem. Mesmo que as histórias brasileiras com a personagem Firmina tenham sido publicada no país, ela não foi usada por autores italianos. Foram criados por autores italianos, um inimigo, Truz e uma prima, Urtiga (Dinamite Smack no original, uma referência ao nome de Urtigão na Itália, Dinamite Bla), uma tia chamada Espingarda. e outros.
Nas histórias italianas, o Brejo das Urtigas é chamado de Cucuzzolo del Misantropo (o topo do misantropo em português).
Em Topolino #2782, foi publicada uma árvore genealógica dos ancestrais do Urtigão.